# ديميتار يوردانوف
ديميتار يوردانوف (بالبلغارية: Димитър Йорданов)‏ (1 نوفمبر 1929 بصوفيا في بلغاريا - 25 مايو 1996 بصوفيا في بلغاريا) هو لاعب كرة قدم بلغاري في مركز الهجوم. شارك مع منتخب بلغاريا لكرة القدم. أما مع النوادي، فقد لعب مع سلافيا صوفيا وليفسكي صوفيا ونادي بوتيف بلوفديف ونادي تشيرنو مور فارنا وسبتمفري صوفيا.

## وصلات خارجية
- ديميتار يوردانوف على موقع قاعدة بيانات كرة القدم.إي يو (الإنجليزية)